# Эскиндаров, Михаил Абдурахманович
Михаи́л (Мухади́н) Абдурахма́нович Эскинда́ров (кабард.-черк. Есчындар Абдурэхьман и къуэ Михаил (Мухьэдин); род. 15 ноября, 1951, аул Бесленей, КЧР) — российский экономист, ректор (2006—2021), затем президент Финансового университета при Правительстве Российской Федерации, доктор экономических наук (2000), профессор (1998), академик РАО (2016; член-корреспондент с 2012). Независимый член Советов директоров ряда крупных промышленных объединений и банков. Заслуженный деятель науки Российской Федерации (2009).

## Биография
В 1976 году окончил кредитно-экономический факультет Московского финансового института (с 1992 года — Финансовая академия при Правительстве Российской Федерации, с 2010 года — Финансовый университет при Правительстве Российской Федерации) и получил квалификацию «экономист». С 1976 по 1981 год обучался в аспирантуре этого же вуза.

### Профессиональная деятельность
- 1981—1982 годы — ассистент кафедры политической экономии Московского финансового института; в 1982 году защитил кандидатскую диссертацию «Актуальные политэкономические проблемы производительности труда в условиях развитого социализма».
- С 1981 года — заместитель декана Финансово-экономического факультета Московского финансового института, ассистент, старший преподаватель на кафедре политической экономии.
- 1982—1984 годы — начальник отдела кадров.
- 1984—1987 годы — декан факультета международных экономических отношений.
- 1987—1991 годы — руководитель группы советских преподавателей Аденского университета (Йемен).
- 1991—2002 годы — проректор по учебной работе, первый проректор по учебной работе и одновременно профессор кафедры мировой экономики и международных валютно-кредитных отношений; в 2000 году защитил докторскую диссертацию «Особенности развития корпоративных отношений в современной российской экономике»[3].
- 2002—2006 годы — первый проректор Финансовой академии при Правительстве Российской Федерации.
- С 2006 года — ректор Финансовой академии при Правительстве Российской Федерации, с 2010 по 15 ноября 2021 года — ректор Финансового университета при Правительстве Российской Федерации[4][5].
- С 15 ноября 2021 года — президент Финансового университета при Правительстве Российской Федерации[1].

### Достижения, научно-исследовательская работа
Стал инициатором преобразования узкопрофильной академии в университет, открытия новых направлений подготовки и программ. Так, вуз начал подготовку кадров по прикладной математике, бизнес-информатике, социологии, политологии, управлению персонала, туризму. Значительно расширилось сотрудничество с бизнес-партнёрами и государственными учреждениями. В процессе этих преобразований были открыты и ныне активно участвуют в учебном процессе 11 базовых кафедр, в том числе кафедры PricewaterhouseCoopers, KPMG, Ernst & Young, Газпромбанка и другие. Осуществлён переход на многоуровневую систему образования, значительно увеличено количество магистерских и аспирантских программ, в том числе реализуемых совместно с российскими и зарубежными партнёрами.
По инициативе Эскиндарова к Финансовому университету были присоединены Государственный университет Минфина РФ, Всероссийская государственная налоговая академия, Всероссийский заочный финансово-экономический институт, Институт повышения квалификации информационных работников. Были созданы новые факультеты:
- международный финансовый, где все занятия идут на английском языке;
- финансово-экономический;
- юридический;
- анализа рисков и экономической безопасности;
- социологии и политологии;
- международного туризма, спорта и гостиничного бизнеса;
- государственного управления и финансового контроля;
- экономики и финансов топливо-энергетического комплекса;
- логистики;
- подготовительный факультет для иностранных учащихся.

Также по инициативе ректора было основано несколько научно-исследовательских институтов и центров, форум Финансового университета, где общаются российские и иностранные специалистов, значительно увеличилось количество институтов дополнительного профессионального образования. В результате этих изменений университет представляет собой научно-образовательный и консультационный комплекс с 27 филиалами по России. Подтверждением возросшего научного авторитета университета стало предоставление университету права присуждения ученых степеней.

## Санкции
6 марта 2022 года после вторжения России на Украину подписал письмо в поддержу российской агрессии. С 9 июня 2022 года находится под персональными санкциями Украины за поддержку войны. Также был внесён ФБК в список коррупционеров и разжигателей войны за поддержку нападения на Украину, 16 марта 2022 года форумом свободной России внесён в «Список Путина» и доклад «поджигателей войны» с предложением введения против него международных санкций.

## Основные работы
Автор около 500 научных трудов, монографий, учебников и статей в научных журналах.
Среди публикаций последних лет:
- Мировая экономика на пороге XXI века (1995);
- Экономические основы функционирования фирмы (1996);
- Концептуальные основы системы высшего образования в России. Анализ российского и иностранного опыта (1997);
- Финансово-промышленные группы (1998);
- Капитал финансово-корпоративных структур (1998);
- Развитие корпоративных отношений в современной России (1999);
- Экономическая система — основа рационального воспроизводства капитала (2003);
- Оценка бизнеса. Учебник (2006);
- Государственное регулирование сферы высшего профессионального образования в условиях изменения организационно-правовых форм образовательных учреждений (2006);
- Сборник статей, интервью и выступлений (2006—2007) (2007);
- Национальный доклад «Риски финансового кризиса в России: факторы, сценарии и политика противодействия» (2008);
- Теоретические и методические проблемы инновационной системы образования в Финансовой академии при Правительстве Российской Федерации (2008);
- Роль финансов в обеспечении Победы в Великой Отечественной войне 1941—1945 гг. (2010);
- Российская экономика в 2009—2011 годах: тенденции, анализ, прогноз: Аналитический доклад (2010);
- Современные корпоративные стратегии и технологии в России (2010—2011);
- Внешнеэкономическая деятельность (2011);
- Преподаватель — основная фигура в реализации инновационной системы образования (2011);
- Финансовый университет: прошлое, настоящее, будущее (2011);
- Точки сопряжения экономических стратегий развития государств-членов АТЭС и ШОС при переходе к многополярности (2013).

## Награды и звания
- Орден «За заслуги перед Кабардино-Балкарской Республикой» (12 ноября 2021) — за большой вклад в развитие науки и образования, подготовку квалифицированных специалистов и многолетнюю плодотворную работу
- Медаль Столыпина П. А. I степени (11 ноября 2021) — за большой вклад в развитие науки, образования, подготовку квалифицированных специалистов и многолетнюю плодотворную работу[11][12]

- Орден «За заслуги перед Отечеством» III степени (2019)[13]
- Медаль Столыпина П. А. II степени (15 ноября 2016) — за заслуги в области науки, образования и многолетний добросовестный труд[14]
- Орден «За заслуги перед Отечеством» IV степени (2014)[15]
- Избрание академиком и членом президиума Российской академии образования (2013)

- Золотая медаль имени Льва Николаева (2013) — за существенный вклад в просвещение, популяризацию достижений науки и культуры
- Почётное звание «Заслуженный деятель науки Республики Адыгея» (2012)
- Орден Дружбы Социалистической Республики Вьетнам (2011)
- Почётная грамота Совета Федерации Федерального Собрания Российской Федерации (2011)
- Доктор Honoris Causa Хозяйственной академии им. Д. А. Ценова (2011, Республика Болгария)
- Медаль «Патриот России» (2010)
- Премия Правительства Российской Федерации в области образования (2010)
- Почётное звание «Заслуженный деятель науки Российской Федерации» (2009)[16]
- Почётный доктор Казахского экономического университета имени Т. Рыскулова (2009)
- Лауреат программы «Финансист года» (2002)
- Лауреат премии «Лучший менеджер 2001 года» в области образования
- Премия Президента Российской Федерации в области образования (2000)[17]
- Нагрудный знак «Почётный работник высшего профессионального образования Российской Федерации» (1997)
- Медаль «В память 850-летия Москвы» (1997)
- Орден Дружбы (1996)[18]
- Памятный знак Федеральной службы Российской Федерации по контролю за оборотом наркотиков «За заслуги»
- Заслуженный деятель науки Калмыкии, Ингушетии, Карачаево-Черкесии, Кабардино-Балкарии, Бурятии
- Знак отличия «За заслуги перед Москвой» (2024)[19]